# Donna Douglas
Donna Douglas (ur. 26 września 1932 w Baton Rouge, zm. 1 stycznia 2015) – amerykańska aktorka, znana z roli Elly May Clampett z telewizyjnego serialu "The Beverly Hillbillies".

## Filmografia
- 1961: Kochanku wróć
- 1966: Frankie i Johnny